# Winnipeg Arena
Die Winnipeg Arena war eine Mehrzweckhalle in der kanadischen Stadt Winnipeg, Provinz Manitoba. Die hauptsächlich für Eishockeyspiele genutzte Arena befand sich gegenüber dem Canadian-Football-Stadion Canad Inns Stadium (2013 abgerissen) und nördlich des Polo Park, dem größten Einkaufszentrum der Stadt. Die Bauarbeiten an der Ol’ Barn on Maroons Road begannen am 19. Oktober 1954 und der Bau war bereits ein Jahr später fertiggestellt. Am 7. November 2004 wurde die Arena geschlossen, da sie durch die neue Spielstätte, dem MTS Centre (heute: Canada Life Centre), ersetzt wurde. Den Spitznamen „White House“ erhielt die Arena durch die Einheimischen selbst, aufgrund der ganz in Weiß gekleideten Fans der Winnipeg Jets zu Play-off-Spielen. 

## Geschichte
Als die Arena am 18. Oktober 1955 mit dem Spiel der Western Hockey League (WHL) der Winnipeg Warriors gegen die Calgary Stampeders eröffnet wurde, bot sie 10.100 Zuschauern, in der zu dieser Zeit drittgrößten Stadt Kanadas Platz. Den größten Teil der Baukosten in Höhe von 2,5 Mio. CAD bekam die Winnipeg Enterprises Corporation, Bauherr und Betreiber der Arena, von der Stadt Winnipeg geliehen. Der erste Hauptmieter der Halle in den Jahren 1955 bis 1961 waren die Winnipeg Warriors aus der Eishockeyprofiliga Western Hockey League, gefolgt von den Winnipeg Monarchs aus der gleichnamigen Juniorenliga, die hier zwischen 1967 und 1977 ihre Heimspiele austrugen.
Der bekannteste Mieter der Arena waren jedoch von 1972 bis 1996 die Winnipeg Jets, die zunächst in der World Hockey Association und später in der National Hockey League spielten. Bis zu dem Umzug des Franchises nach Glendale im US-Bundesstaat Arizona trugen die Jets hier ihre Heimspiele aus. Der neue Hauptmieter wurden ab 1996 die Manitoba Moose aus der International Hockey League, welche zuvor als Minnesota Moose in Saint Paul im Bundesstaat Minnesota beheimatet waren. Die Manitoba Moose spielten bis 2004 in der Winnipeg Arena, tragen aber seit November 2004 ihre Heimspiele im MTS Centre aus.
Das Spiel 3 der über acht Partien gehenden Summit Series 1972 zwischen den Eishockeynationalmannschaften von Kanada und der UdSSR fand in der Winnipeg Arena statt. Es endete mit einem 4:4-Unentschieden. Weitere Nutzer der Arena waren die Winnipeg Warriors aus der Western Hockey League, welche die Halle von 1980 bis 1984 nutzten, sowie der Winnipeg Thunder zwischen 1992 und 1994 aus der World Basketball League.
Eine erste Renovierung der Arena fand im Jahr 1979 statt, wodurch die ursprüngliche Zuschauerkapazität auf 15.393 erhöht wurde. Auf Wunsch des Vizegouverneurs von Manitoba, Francis Lawrence Jobin, wurde zu dieser Renovierung von Gilbert Burch ein Gemälde von Queen Elisabeth II. angefertigt, das am Dach des Stadions befestigt wurde. Das 5 × 7 Meter große Gemälde ist eines der größten jemals entstandenen Bildnisse der Queen. Bei der Renovierung 1998 für die Panamerikanischen Spiele 1999, zwei Jahre nachdem die Winnipeg Jets nach Arizona umgesiedelt worden waren, wurde das Gemälde der Queen entfernt. Außerdem wurde die Zuschauerkapazität auf 13.985 herabgesetzt, da neue Sitze sowie eine Lounge eingebaut wurden. In der Arena wurden die Spiele im Basketball und Volleyball sowie die Wettkämpfe im Kunstturnen der Panamerikanischen Spiele ausgetragen.
Neben dem Sport wurde die Winnipeg Arena auch als Konzerthalle genutzt.

## Schließung und Abriss
Durch die Eröffnung des neuen MTS Centre zum 16. November 2004 wurde die Winnipeg Arena nicht mehr benötigt und ihr 1,45 Mio. CAD teurer Abriss der inzwischen leer stehenden Halle, dessen Kosten die Stadt Winnipeg trug, wurde genehmigt. Die letzte Veranstaltung in der Winnipeg Arena fand am 7. November 2004 statt. Am Morgen des 26. März 2006 sollte der endgültige Abriss der Arena erfolgen, wozu sich hunderte von Eishockeyfans vor der Sportarena versammelten und „Go Jets Go“ sangen, als die ehemalige Spielstätte der Winnipeg Jets gesprengt wurde. Die 200 kg Dynamit reichten nicht aus, um die Arena vollständig zum Einsturz zu bringen. Der noch stehende Gebäudeteil wurde Mithilfe von Baggern und Stahlseilen niedergerissen.
Die ehemalige Winnipeg Arena wurde für 3,6 Mio. CAD von der Ontrea Inc. (Ontario Teacher’s Pension Plan Board) gekauft und diente als Parkplatz für die Fans der Winnipeg Blue Bombers, die bis 2012 im gegenüberliegenden Canad Inns Stadium ihre Heimspiele austrugen. Später sollten auf dem Gelände ein Gebäude mit Einzelhandels- und Büroflächen entstehen.